# Dominique Morrison
Dominique Montel Morrison (Kansas City, Misuri, 29 de noviembre de 1989) es un jugador de baloncesto estadounidense que con 1,98 metros de estatura, juega en la posición de alero. Actualmente integra el plantel de Unión de Santa Fe de la Liga Nacional de Básquet de Argentina.

## Trayectoria deportiva

### Universidad
Jugó cuatro temporadas con los Golden Eagles de la Universidad Oral Roberts, en las que promedió 16,1 puntos, 4,4 rebotes y 1,9 asistencias por partido. Acabó como quinto máximo anotador histórico de su universidad, con 2.080 puntos, siendo el séotimo jugador en sobrepasar la cifra de 2.000. Fue incluido en sus tres últimas temporadas en el mejor quinteto de la Summit League, siendo elegido en 2012 Jugador del Año.

### Profesional
Tras no ser elegido en el Draft de la NBA de 2012, realizó la pretemporada con los New Orleans Hornets, y tras ser descartado, firmó con los Iowa Energy de la NBA D-League. Jugó sólo doce partidos, en los que promedió 5,7 puntos y 2,4 rebotes. Acabó esa temporada jugando en el Ilysiakos B.C. griego, donde promedió 6,5 puntos y 2,6 rebotes por partido.
No volvió a jugar hasta enero de 2014, cuando fichó por el equipo luxemburgués del US Heffingen, donde acabó la temporada promediando 25,2 puntos y 9,4 rebotes por partido.
En julio de 2014 firmó por una temporada con los Norrköping Dolphins de la liga sueca, donde jugó una temporada en la que promedió 18,2 puntos y 5,3 rebotes por partido. En junio de 2015 alcanzó un acuerdo con el Liège Basket de la Ligue Ethias belga, donde jugó un año en el que promedió 16,2 puntos y 4,0 rebotes por partido.
En septiembre de 2016 fichó con el TED Ankara Kolejliler de la Basketbol Süper Ligi turca. Al concluir la temporada se incorporó al Rethymno BC, haciendo su regreso al baloncesto griego después de cuatro años.
A principios de 2019 se instaló en Argentina, contratado por el club Hispano Americano de la Liga Nacional de Básquet. Culminada la experiencia en tierras argentinas, fue fichado por el Nacional de la Liga Uruguaya de Básquetbol. Tras dos temporadas con un buen rendimiento en el club, el propio jugador manifestó su deseo de unirse a la selección de baloncesto de Uruguay como jugador nacionalizado. De todos modos, a pesar de esas declaraciones, ningún club del país mostró interés por incorporarlo a sus filas, por lo que partió hacia nuevos destinos, jugando en México y Colombia. Recién en enero de 2022 retornó a Uruguay como refuerzo de Nacional para afrontar el tramo final de la temporada 2021-22 de la LUB.
En enero de 2024 se incorporó a Unión de Santa Fe de la Liga Nacional de Básquet de Argentina. Culminado el campeonato, jugó para los Caribbean Storm Llaneros de la Liga WPlay Profesional de Baloncesto de Colombia. En noviembre del mismo año regresó a Unión de Santa Fe.